# Valère Burnon
Valère Burnon (Marche-en-Famenne, 31 augustus 1998) is een Belgisch klassiek pianist, laureaat van talrijke internationale pianoconcoursen en derde laureaat van de Koningin Elisabethwedstrijd in 2025.

## Biografie
Valère begon op zesjarige leeftijd met viool, maar schakelde enkele maanden later over naar piano. Hij kreeg zijn eerste pianolessen bij Émilie Chenoy in Marche‑en‑Famenne, waarna hij bijna tien jaar werd onderwezen door Marie‑Paule Cornia aan de conservatoria van Huy en Luik. Naast piano bleef hij viool spelen bij diverse jeugdorkesten in Namen en Louvain-la-Neuve.
In 2016 startte Burnon zijn bachelorstudies piano aan het Koninklijk Conservatorium van Luik bij Jean Schils, Marie‑Paule Cornia, François Thiry en Étienne Rappe. In 2018 studeert hij er af. In oktober 2019 zette hij zijn studies voort aan de Hochschule für Musik und Tanz Köln bij Florence Millet, waar hij in 2021 met grote onderscheiding zijn Master of Music behaalde. In september 2021 werd hij toegelaten tot de Accademia Internazionale di Imola in Imola (Italië), in de klas van Leonid Margarius. Sinds april 2022 is hij artiest‑in‑residentie aan de Muziekkapel Koningin Elisabeth in Waterloo, waar hij begeleid wordt door Frank Braley, Avedis Kouyoumdjian en Jean-Claude Vanden Eynden.

## Prijzen en onderscheidingen
Burnon won meerdere prijzen in Belgische en internationale wedstrijden:
- 1e prijs Concours Breughel, Brussel (2013)
- 1e prijs Andrée Charlier, Charleroi (2014)
- 3e prijs (ex aequo) Chopinconcours, Brest (2015)
- 3e prijs Merci, Maestro!, Brussel (2017)
- 2e prijs Triomphe de l’Art, Brussel (2018)
- 1e prijs Concours International d’Épinal (2019)
- 1e prijs Europees Concours, Bremen (2021)
- 2e prijs Concours Viotti Vercelli (2023)
- Certificate of Outstanding Merit, Hamamatsu International Piano Competition (2024)

Op 31 mei 2025 werd Burnon derde laureaat op de Koningin Elisabethwedstrijd voor piano in Brussel, en won hij er ook de Canvas‑Klara publieksprijs alsook de Prix Musiq3. Naast de voorgeschreven werken speelde Burnon in de halve finale het Negende pianoconcert van Mozart en solowerken van Ana Sokolović en Sergej Rachmaninov, en in de finale het Derde pianoconcert van Rachmaninov. Het was toen 18 jaar geleden dat nog een Belg de final had gehaald (Liebrecht Vanbeckevoort in 2007) en 61 jaar geleden dat een Belg derde werd (Jean-Claude Vanden Eynden in 1964).